# Daan Klomp
Daan Klomp (Leiderdorp, 10 agosto 1998) è un calciatore olandese, difensore del RAAL La Louvière.

## Caratteristiche tecniche
È un difensore centrale.

## Carriera
Cresciuto nel settore giovanile del NAC Breda, ha esordito in Eredivisie il 24 novembre 2018 disputando l'incontro perso 3-0 contro l'Ajax. Tra il 2021 ed il 2024 ha giocato nella prima divisione canadese con il Cavalry, vincendo anche il campionato nel 2024.

## Palmarès

### Club

#### Competizioni nazionali
- Canadian Premier League: 1

Cavalry: 2024

### Individuale
- Miglior giocatore della Canadian Premier League: 1

2023
- Miglior difensore della Canadian Premier League: 1

2023